# À tous les vents du ciel
Pour plus de détails, voir Fiche technique et Distribution.
À tous les vents du ciel est un film dramatique franco-sud-africain réalisé par Christophe Lioud, sorti en 2016.

## Fiche technique
- Titre : À tous les vents du ciel
- Réalisation : Christophe Lioud
- Scénario : Christophe Lioud et Lynne Moses, d'après le roman Si par hasard de Jean-Baptiste Destremau
- Musique : Éric Neveux et Ingrid Visquis
- Montage : Juliette Gilot
- Photographie : Sylvestre Dedise
- Producteur : Yves Darondeau et Emmanuel Priou
  - Coproducteur : François Drouot
- Production : Bonne Pioche Productions et Mannequin Pictures
  - Coproduction : La Voie Lactée
  - SOFICA : Cofinova 11
- Distribution initiale en France : DistriB Films
- Pays de production :  France -  Afrique du Sud
- Durée : 107 minutes
- Genre : drame
- Dates de sortie : 
  - France : 27 juillet 2016

## Distribution
- Noémie Merlant : Claire
- Daniel Njo Lobé : Sebastian
- Marie-Christine Barrault : Jeanne
- Naomi Amarger : Mia
- Coline D'Inca : Alice
- Fabienne Babe : la mère de Mia
- Yves Lambrecht : le père de Mia
- Faniswa Yisa : officier Sithole
- César Doittè : Le frère de Claire
- Yann Doitté : Le père de Claire

## Production
Le tournage débute au mois d'octobre 2014 et se déroule en Afrique du Sud. Autres titres pressentis : Demain nous appartient, Si par hasard et Quelque chose en toi.[réf. nécessaire]